# Profesor
 Ovo je glavno značenje pojma Profesor. Za nedovršeni film Charlieja Chaplina pogledajte Profesor (film).
Profesor (kratica prof.), osoba koja se bavi predavanjem određenog predmeta u osnovnoj i srednjoj školi, na fakultetu ili na akademiji. Uvjet za držanje nastave u osnovnoj i srednjoj školi je završen fakultet i položen stručni ispit, koji se polaže nakon godinu dana držanja nastave (u srednjoj školi nakon dvije godine). 
Za držanje predavanja na fakultetu ili akademiji (u najvećem broju slučajeva) potreban je stupanj obrazovanja doktora znanosti ili umjetnosti i određen broj znanstvenih radova. Predavač na fakultetu, prije dobivanja zvanja profesora, mora određeno vrijeme provesti u zvanjima asistent i docent, potom slijede zvanja izvanredni profesor i redoviti (redovni) profesor. Profesor u načelu u tu svrhu zasniva radni odnos s ustanovom na kojoj predaje, ali može biti izabran i kao vanjski član i nositi zvanje naslovni profesor, bilo izvanredni ili redoviti.
Profesori obrazuju i odgajaju učenike – polaznike osnovnih i srednjih škola. Srednje škole dijele se na gimnazije, strukovne škole i umjetničke škole. Profesori pomažu svojim odgajanicima da uđu šire i dublje u sadržaje nastavnih predmeta koje su učili u osnovnoj školi, odnosno upoznaju ih sa sadržajima o svijetu i sebi s kojima se susreću prvi put. Obrazovni sadržaji utvrđeni su nastavnim programom određene vrste srednje škole. Budući da profesori rade s populacijom u razvojnoj fazi mladenaštva, kad se postupno zaokružuje strukturiranje osobnosti svakog pojedinca, njihova je odgojna uloga u kreiranju čuvstvenih i motivacijskih osobina u učenika vrlo velika. Prema tomu, iz sadržaja poslova koje obavljaju proizlazi njihova dvostruka učiteljska radna uloga: uloga obrazovatelja, koja obuhvaća poučavanje učenika da bi stekli znanja, vještine i razvili sposobnosti, te uloga odgajatelja, koja obuhvaća poučavanje učenika da bi usvojili određene vrijednosti, stavove i navike.